# الخلاص

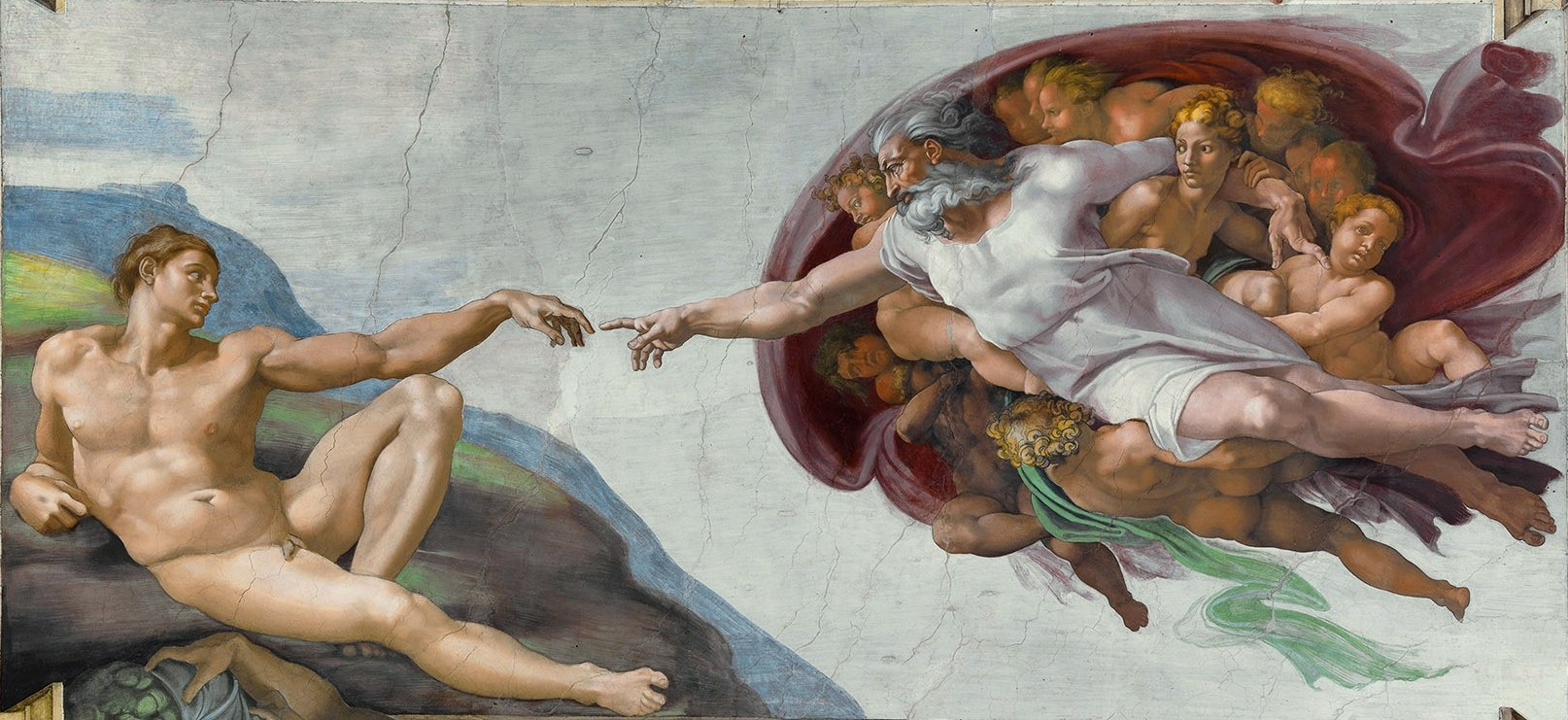

الخلاص في اللاهوت هو مصطلح يدل على حالة الخروج من حالة أو وضع وظرف غير مقبول أو غير محبب، ويدرج استعماله في الكثير من الديانات. وهو قضية أساسية ومحورية في المسيحية تشير إلى خلاص الإنسان من خطاياه أو خلاصه من سلطانها عليه، حيث تؤمن بأنه قد تم ذلك الخلاص بعملية الفداء التي قام بها المسيح على الصليب.
ولكن تختلف آراء المذاهب المسيحية حول الكيفية التي يقبل أو ينال بها الإنسان هذا الخلاص.
تؤكد الديانات الشرقية على المساعدة الذاتية من خلال الانضباط الشخصي والممارسة، وذلك أحياناً على مرور عدة أعمار (التقمص)، ولكن في المذهب البوذي ماهايانا البوديساتفا قد يكون بمثابة عميلاً إلهياً متدخلاً. وتعتقد المذاهب البوذية الرئيسية أن الإنسان يولد في حالة سمسرة تشبه الخطيئة الأصلية بمعنى أن الروح مفقودة فور الولادة.

## المعنى
في الأديان واللاهوت الإبراهيمي، الخلاص هو خلاص النفس من الخطيئة وعواقبها. قد يُطلق عليه أيضًا الخلاص أو الفداء من الخطيئة وآثارها. اعتمادًا على الدين أو حتى المذهب، يعتبر الخلاص ناتجًا عن نعمة الله فقط (أي غير المستحقين وغير المكتسبين)، أو بالإيمان، أو الأعمال الصالحة (الأعمال)، أو مزيج منهما. تؤكد الأديان غالبًا أن الإنسان خاطئ بطبيعته وأن عقوبة الخطيئة هي الموت (الموت الجسدي، الموت الروحي: الانفصال الروحي عن الله والعقاب الأبدي في الجحيم).

## المسيحية

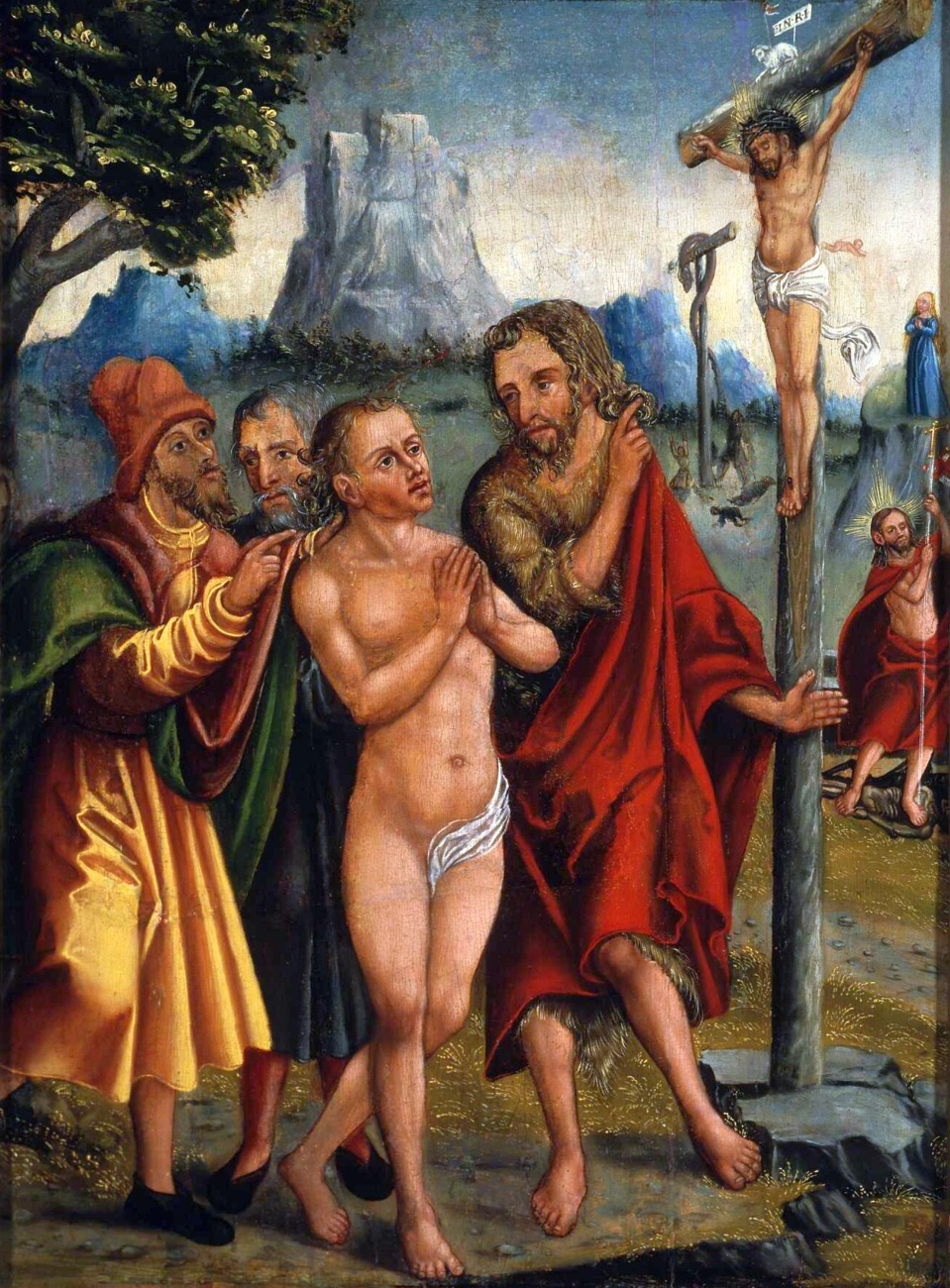
رمزية الخلاص بواسطة أنطونيوس هوسلر (حوالي 1555)، المتحف الوطني في وارسو.

الفرضية الأساسية للمسيحية هي أن تجسد وموت يسوع المسيح شكلا ذروة خطة إلهية لخلاص البشرية. لقد تصور الله هذه الخطة قبل خلق العالم، وتحققت على الصليب، وستكتمل في يوم القيامة، عندما يمثل المجيء الثاني للمسيح نهاية كارثية للعالم.
بالنسبة للمسيحية، الخلاص ممكن فقط من خلال يسوع المسيح. يعتقد المسيحيون أن موت يسوع على الصليب كان ذبيحة نهائية تكفرت عن خطيئة البشرية. 
إن الديانة المسيحية، وإن لم تكن المالك الحصري لفكرة الفداء، قد أعطتها تعريفًا خاصًا وموقعًا مهيمنًا. بمعناها الواسع، باعتبارها النجاة من الأخطار والشرور بشكل عام، فإن معظم الأديان تعلم بعض أشكالها. ومع ذلك، فإنه يفترض موقعًا مهمًا فقط عندما تشكل العلل المعنية جزءًا من نظام عظيم تكون القوة البشرية ضده عاجزة.

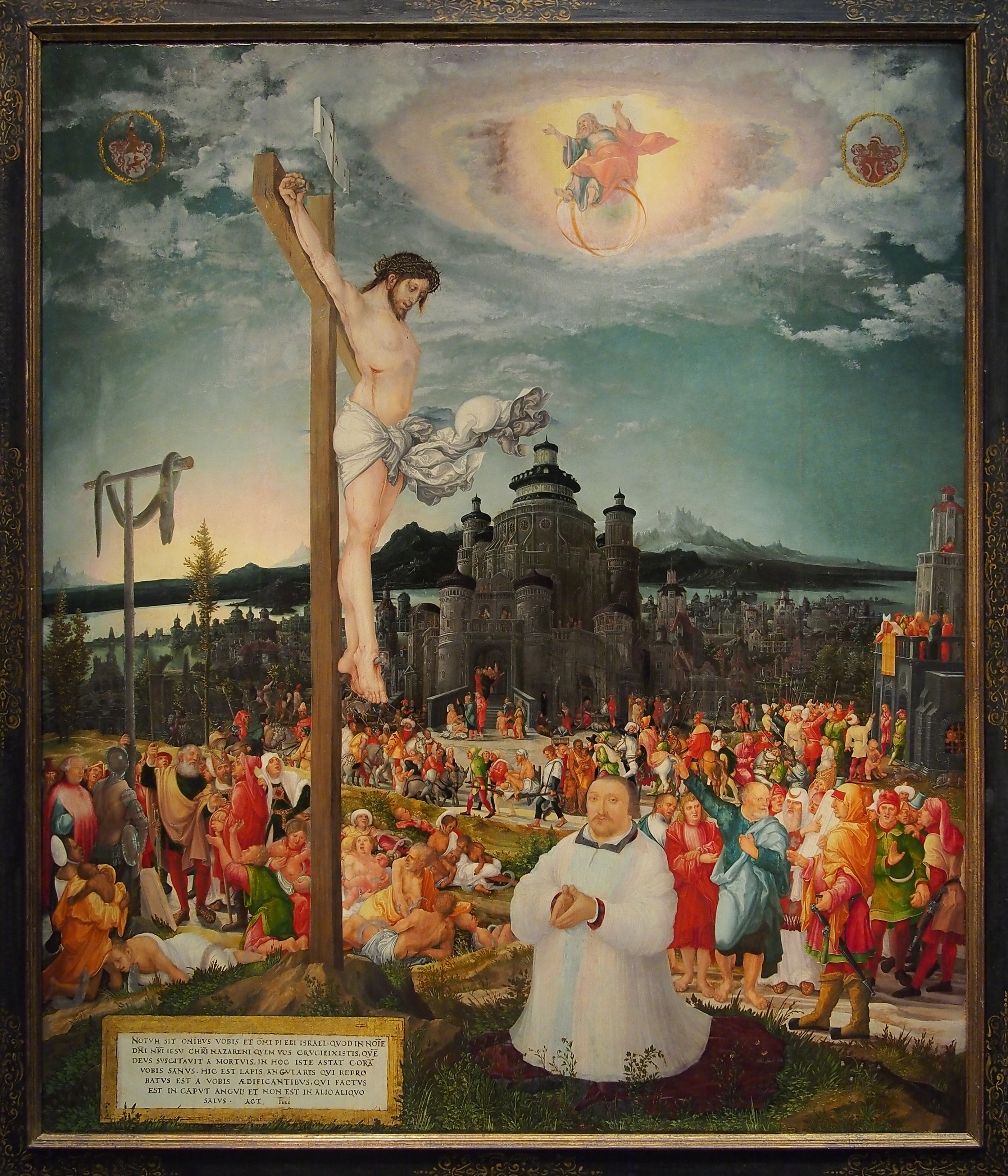
رمزية الخلاص بواسطة وولف هوبر (حوالي 1543)، متحف تاريخ الفنون في فيينا

وفقًا للاعتقاد المسيحي، تعتبر الخطيئة كمأزق إنساني عالمية.  على سبيل المثال، في Romans 1:18-3:20 أعلن الرسول بولس أن الجميع تحت الخطية - اليهود والأمم على حد سواء. يصبح الخلاص ممكنًا من خلال حياة وموت وقيامة يسوع، والتي يشار إليها في سياق الخلاص باسم «الكفارة». المسيحي خلاصيات يتراوح من الخلاص الحصري  :p.123إلى المصالحة العالمية المفاهيم. في حين أن بعض الاختلافات منتشرة مثل المسيحية نفسها، توافق الغالبية العظمى على أن الخلاص أصبح ممكنًا بفضل عمل يسوع المسيح، ابن الله، الذي مات على الصليب.
تعد وجهات النظر المختلفة حول الخلاص من بين خطوط الصدع الرئيسية التي تفصل بين الطوائف المسيحية المختلفة، سواء بين الكاثوليكية الرومانية والبروتستانتية وداخل البروتستانتية، ولا سيما في الجدل الكالفيني-الأرميني، وتشمل خطوط الصدع تعريفات متضاربة للفساد، والأقدار، والتكفير، ولكن معظمها مبرر واضح.

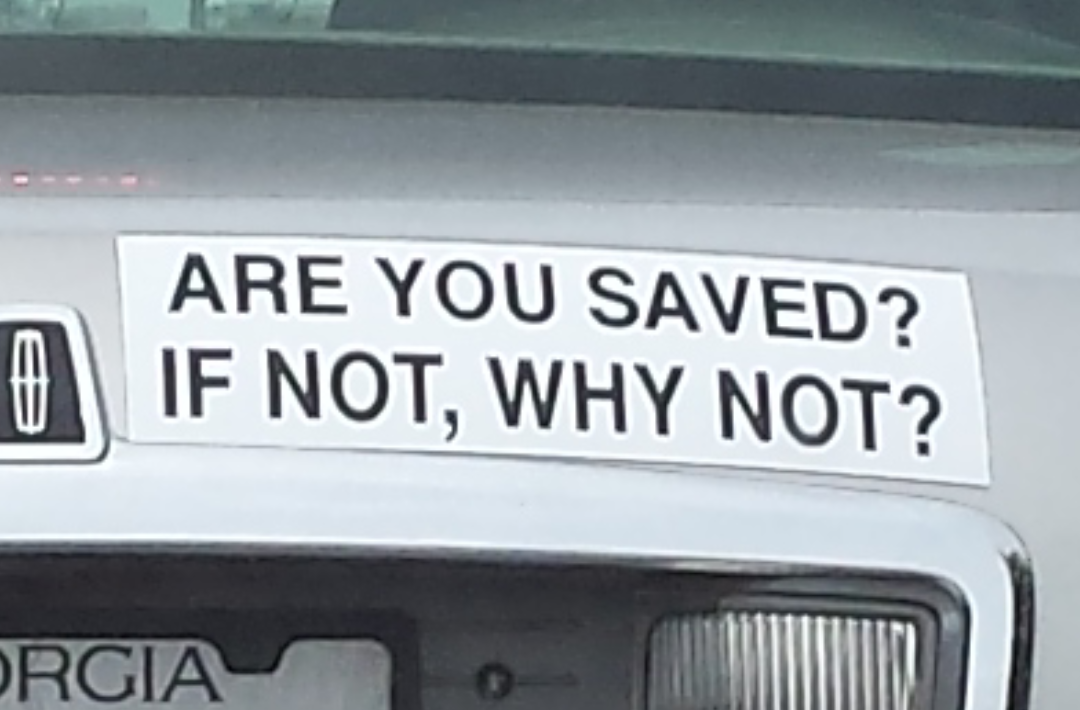
ملصق ممتص الصدمات يسأل عما إذا كان المرء قد وجد الخلاص

يُعتقد أن الخلاص، وفقًا لمعظم الطوائف، هو عملية تبدأ عندما يصبح الشخص مسيحيًا لأول مرة، وتستمر خلال حياة ذلك الشخص، وتكتمل عندما يقف أمام المسيح في الدينونة. لذلك، وفقا لالكاثوليكية المدافع جيمس أكين، لا يمكن للمسيحي مخلص القول في الإيمان والأمل، «تم حفظها الأول؛ أنا يخلصون، وسيتم حفظ».
تتنوع مفاهيم الخلاص المسيحية وتعقدها بفعل بعض المفاهيم اللاهوتية والمعتقدات التقليدية والعقائد. الكتاب المقدس يخضع للتفسيرات الفردية والكنسية. في حين أن بعض الاختلافات منتشرة مثل المسيحية نفسها، توافق الغالبية العظمى على أن الخلاص أصبح ممكنًا بفضل عمل يسوع المسيح، ابن الله، الذي مات على الصليب.
إن الغرض من الخلاص هو موضع نقاش، ولكن بشكل عام يتفق معظم اللاهوتيين المسيحيين على أن الله ابتكر ونفذ خطته للخلاص لأنه يحبهم ويعتبر البشر أبناء له. بما أن الوجود البشري على الأرض «يُعطى للخطيئة»، Jn 8:34] للخلاص أيضًا دلالات تتعامل مع تحرير  البشر من الخطيئة، والمعاناة المرتبطة بعقوبة الخطيئة، أي، «أجرة الخطيئة موت». Rom. 6:23]
يعتقد المسيحيون أن الخلاص يعتمد على نعمة الله. يكتب ستاغ أن الحقيقة المفترضة في جميع أنحاء الكتاب المقدس هي أن البشرية في «مشكلة خطيرة نحتاج منها إلى الخلاص…. إن حقيقة الخطيئة كمأزق بشري متضمنة في رسالة يسوع، وهي مؤكدة صراحة في هذا الصدد». يجب أن يستجيب الخلاص، بطبيعته، لمحنة الجنس البشري كما هي بالفعل. إن محنة كل فرد كآثم هي نتيجة اختيار قاتل يشمل الشخص بأكمله في العبودية والذنب والقطب والموت. لذلك، يجب أن يهتم الخلاص بالإنسان الكلي. «يجب أن يقدم الفداء من العبودية، والمغفرة عن الذنب، والمصالحة من أجل القطيعة، والتجديد لصورة الله المشوهة».

### المورمونية
وفقًا لعقيدة كنيسة يسوع المسيح لقديسي الأيام الأخيرة، فإن خطة الخلاص هي خطة الله لخلاص وفداء وتمجيد كل البشر الذين اختاروا، إما في هذه الحياة أو في عالم أرواح الموتى، لقبول نعمة يسوع المسيح من خلال ممارسة الإيمان به، والتوبة عن خطاياهم، وإقامة العهود المقدسة وحفظها (بما في ذلك المعمودية). بما أن الغالبية العظمى من أبناء الله يغادرون هذه الحياة بدون تلك الفرصة، فإن إنجيل المسيح يُكرز به للأرواح غير المؤمنة في سجن الروح (بطرس الأولى 3:19) حتى يمكن الحكم عليهم بنفس معايير الأحياء والعيش باتباع الله. في شكل أرواحهم (بطرس الأولى 4: 6). إذا قبلوا المسيح، وتابوا بصدق عن خطاياهم، وقبلوا المراسيم التي تم تنفيذها نيابة عنهم، فيمكنهم، بنعمة المسيح، الحصول على الخلاص بنفس شروط الأحياء. لهذا السبب، يقوم أعضاء كنيسة يسوع المسيح لقديسي الأيام الأخيرة بعمل نيابة عن الموتى في المعابد المقدسة. عناصر هذه الخطة مستمدة من مصادر مختلفة، بما في ذلك الكتاب المقدس، كتاب مورمون، المبادئ والعهود، لؤلؤة الثمن العظيم، والعديد من البيانات الصادرة عن قيادة كنيسة يسوع المسيح لقديسي الأيام الأخيرة (كنيسة LDS).

## عقيدة الخلاص بين الإسلام والمسيحية
تتفق اليهودية والمسيحية مع ديانات الشرق الأقصى في الصفة الخلاصية لهذه الأديان، ويُستثنى الإسلام من هذه الصفة فهو ليس دينًا خلاصيًّا بالمعنى المفهوم في هذه الديانات.
وتعتمد هذه الأديان في فكرها الديني والفلسفي على وجود مشكلة رئيسية يواجهها الإنسان، وتسعى هذه الأديان لتحقيق خلاصه من هذه المشكلة؛ ففي اليهودية والمسيحية نشأت مشكلة الخطيئة وكيفية التخلص منها، فتطورت عقيدة الخلاص والمسيح المخلص الذي وظيفته تحقيق الخلاص للإنسان من الخطيئة، وسيطرت مشكلة المعاناة والشقاء الإنساني على الهندوسية والبوذية والجينية، ومشكلة الخلود وإطالة العمر في التاوية.
وهكذا حددت كل ديانة قضيتها الأساسية ورسمت طريق خلاص للإنسان؛ ولذلك توصف هذه الديانات بأنها ديانات خلاصية؛ أي: تحاول خلاص الإنسان من المشكلة الرئيسية التي حددتها كل ديانة.
جاء في قاموس الكتب المقدسة، أن لفظة الفداء تشير في العهد القديم في أغلب الأحيان إلى خلاص الجسد (في سفر التثنية): «بل من محبة الرب إياكم وحفظه القسم الذي أقسم لآبائهم، أخرجكم الرب بيد شديدة وفداكم من بيت العبودية من يد فرعون ملك مصر»؛ [تثنية: ٧، ٨]. «الرب الذي أخرجكم من أرض مصر وفداكم من بيت العبودية»؛ [تثنية: 13: 5]
أما في العهد الجديد فتشير إلى الخلاص من الخطيئة: «الذي بذل نفسه لأجلنا لكي يفدينا من كل إثم»؛ [تيطس: 2: 14]، ومن نتائجها: «لأن الإنسان أيضًا لم يأتِ ليخدم بل ليخدم وليبذل نفسه فدية عن كثيرين»؛ [مرفي: 19: 45]. وإلى الخلاص من رق الناموس: «ولما جاء ملء الزمان أرسل الله ابنه الوحيد مولودًا من امرأة مولودًا تحت الناموس ليفتدي الدين تحت الناموس لننال التبني»؛ [غلاطية: 4: 4.5]؛ [قاموس الكتاب المقدس، ص: 672].
والمسيحية تجعل الإيمان بصلب المسيح كافيًا للخلاص ومحررًا من لعنة الناموس والشريعة التي نسخها بولس بأقواله، ونسخ كل ما قررته الشريعة من تحريم وتجريم وعقوبة من ارتكب الموبقات المختلفة من زنا وشرب للخمور وقتل وفساد؛ إذ الإيمان بالمسيح المصلوب نيابة عنا يكفر خطايانا مهما عظمت.
وجعل بولس الإيمان بالمسيح سبيلًا للبر والنجاة من غير الحاجة للناموس والأعمال: «الذي خلصنا ودعانا دعوة مقدسة، لا بمقتضى أعمالنا، بل بمقتضى القصد والنعمة التي أعطيت لنا في المسبح يسوع الذي أبطل الموت، وأنار الحياة والخلود». ولذلك فإن بولس يعلن إباحته لكل المحرمات من الأطعمة مخالفًا التوراة وأحكامها؛ [انظر: التثنية 14: 1-24]. وفي موضع آخر تتسع دائرة الخلاص لتشمل كل البشرية وتغريها بالمسيحية التي لا تحرم حرامًا؛ فيقول بولس عن المسيح: «بذله لأجلنا أجمعين»؛ [رومية ٨: 32]. ويوضحه يوحنا: «يسوع المسيح البار، وهو كفارة أخطائنا، ليس خطايانا فقط، بل لخطايا كل العالم أيضًا»؛ [١ يوحنا ٢: ٢].
ويؤكده في قوله: «نشهد أن الآب قد أرسل الابن مخلصًا للعالم»؛ [يوحنا 4: 14]، فجعل الخلاص عامًّا لكل الخطايا وشاملًا لكل البشر، مهما عملوا من الموبقات والرزايا.
أما الإسلام فلم يتحول إلى دين خلاص؛ لأنه لا توجد مشكلة للإنسان في الإسلام، فمشکلات الخطيئة والمعاناة والشقاء والخلود لیس لها وجود في الإسلام، فجوهر الإسلام هو تحقيق طاعة الإنسان لله تعالى، وإعلان خضوع الإرادة الإنسانية للإرادة الإلهية.
وهذه ليست مشكلة، إنما هي دين؛ ولذلك بُني الإسلام حول عبودية الإنسان لله الخالق وتحقيق مبدأ الطاعة من خلال الالتزام بالدين في جوانبه العقدية والتشريعية والأخلاقية، وهناك ثواب وعقاب، والطاعة لله محققة للثواب والمعصية محققة للعقاب، ونجاة الإنسان من العقاب تتم من خلال الطاعة وترك المعصية.
ويستخدم الإسلام مصطلحات: النجاة، والفلاح والفوز، كبديل لمصطلح الخلاص، ولا يوجد مخلص في الإسلام اعتمادًا على مبدأ المسؤولية الشخصية وقدرة الإنسان على تحقيق النجاة بالتزام الطاعة والبعد عن المعصية، وبفعل الحلال والخير والبعد عن الحرام والشر، والحاجة إلى مخلص تشير إلى عجز إنساني عن تحقيق الخلاص.
وهو أمر له علاقة بطبيعة الإنسان في هذه الديانات فهو ذو طبيعة مخطئة بالفطرة أو بالوراثة أو محكوم عليها بالشقاء والمعاناة بالميلاد، ومن خلال التناسخ أو غير ذلك من الأفكار الخاصة بطبيعة الإنسان، والتي تشير إلى عجز في طبيعته وتكوينه لا يجعله قادرًا على تحقيق خلاصه. ومن هذه الزاوية، فالإسلام لا ينتمي إلى ديانات الخلاص ولا توجد فيه مشكلة الخلاص.

## الخلاص عند اليهود
أما في العقيدة اليهودية فاختلفت وتنوعت شخصية المنقذ أو المخلص، وهذا ما يمكن وضعه حتى مسمى (تعدد النبوة الإنقاذية) حيث حوت النصوص التوراتية أن الله وعد مرسليه -إضافة إلى الأرض والانتصار الحربي- بحياة مزدهرة يكثر فيها الرزق والخيرات، وتنعم وترتع فيها البهائم.
وإن كان مما يلحظ لنا من خلال تتبع النصوص الإسرائيلية أن فكرة المنقذ عند بني إسرائيل في الأحوال الطبيعية تنحو منحى ماديًّا بعيدًا عن المفاهيم الغيبية حيث لا يفكر بنو إسرائيل في منقذ منتظر إلا عندما يصيبهم البؤس والشقاء، وإذا استقرت الأحوال فإن مهمة المنقذ زيادة المكاسب والحفاظ عليها، وإذا كانت الأحوال سيئة تكون مهمة المنقذ فك الأغلال عن رقبة شعبه، ومن أشهر المنقذين (القضاة الإثني عشر) عند بني إسرائيل.